# Teilungsparadoxon
Beim Teilungsparadoxon oder Dichotomieparadoxon handelt es sich um einen scheinbaren Widerspruch, bei dem gezeigt werden soll, dass Bewegung in Wirklichkeit nicht möglich ist. Es ist eng verwandt mit dem Paradoxon von Achilles und der Schildkröte und geht – wie auch Letzteres – zurück auf den Philosophen Zenon von Elea (ca. 490–430 v. Chr.).

## Genaue Formulierung
Das Beispiel, mit dem die Existenz von Bewegung widerlegt werden sollte, lautet wie folgt:
Ein Läufer will eine Strecke positiver Länge zurücklegen. Dazu muss er zunächst die Hälfte dieser Strecke zurücklegen. Und um dies zu erreichen, muss er zuerst die Hälfte der Hälfte, also ein Viertel der Gesamtlänge hinter sich bringen. Mit diesem Verfahren zerteilt man die Strecke in unendlich viele Teilstrecken, deren jeweilige Überwindung eine positive, endliche Zeit beansprucht. Infolgedessen muss der Läufer eine unendlich lange Zeit brauchen, um die Gesamtstrecke zurückzulegen.

## Auflösung des Paradoxons
Natürlich ist damit nicht bewiesen, dass keine Bewegung existiert; bei genauerem Nachdenken erweist sich, dass das Paradoxon auf einem Denkfehler beruht: Dadurch, dass Zenon eine endliche Strecke in unendlich viele endliche Strecken aufteilt, zeigt er unabsichtlich selbst, dass umgekehrt eine Summe aus unendlich vielen endlichen Summanden einen endlichen Wert haben kann.
Die quantitative Lösung des Paradoxons liegt in der geometrischen Reihe, die bereits Archimedes (287–212 v. Chr.) bekannt war; er zeigte im Rahmen seiner Quadratur der Parabel, dass
{\displaystyle \sum _{k=0}^{\infty }{\frac {1}{4^{k}}}={\frac {4}{3}}}
ist.

Sei dazu zu Gunsten der Veranschaulichung ohne Beschränkung der Allgemeinheit eine Strecke von 100 Metern gegeben, und nehmen wir weiter an, dass der Läufer zur Überwindung eines Meters genau eine Sekunde benötigt.
Man rechnet nach, dass der Läufer 100 Sekunden braucht, um 100 Meter zurückzulegen.
Zerlegt man nun die Strecke nach obigem Verfahren, erhält man Folgendes:
Der Läufer muss
- am Ende 50 m,
- davor 25 m,
- davor 12,5 m,
- davor 6,25 m
- etc.

zurücklegen. Nun betrachtet man die Zeit, die er dafür benötigt. Unter Verwendung des Summenzeichens ergibt sich: {\displaystyle 50\mathrm {\ s} +25\mathrm {\ s} +12{,}5\mathrm {\ s} +6{,}25\mathrm {\ s} +\dotsb =50\cdot \left(1+{\frac {1}{2}}+{\frac {1}{4}}+\dotsb \right)\mathrm {s} =50\cdot \sum _{k=0}^{\infty }\left({\frac {1}{2}}\right)^{k}\mathrm {s} =(50\cdot 2)\mathrm {s} =100\mathrm {\ s} }.

D. h. auch hier legt der Läufer die Strecke von 100 Metern in 100 Sekunden zurück, weshalb sich der Widerspruch nicht ergibt.

## Der dahinterliegende Fehlgedanke
Der Grund, weshalb man annahm, es ergebe sich ein Widerspruch, ist der, dass man sich zur Zeit des Entstehens dieses Paradoxons noch nicht mit unendlichen Folgen und insbesondere nicht mit deren Konvergenz beschäftigt hat. Das Paradoxon beruht auf der Unkenntnis der Tatsache, dass eine unendliche Reihe konvergiert, wenn sie wie die betrachtete ein Konvergenzkriterium erfüllt. Die Fehlannahme ist in diesem Falle allerdings offensichtlich, denn durch die Unterteilung der definitionsgemäß endlichen Gesamtstrecke in unendlich viele jeweils endliche Gesamtstrecken hat Zenon eigentlich bewiesen, dass es konvergente unendliche Reihen gibt.